# クロスサイトトレーシング
クロスサイトトレーシング (cross-site tracing, XST) は、webセキュリティにおいてHTTP TRACEメソッドを悪用するネットワーク・セキュリティの脆弱性である。

## 概要
XSTスクリプトは、ActiveX、Flash、またはHTTP TRACE要求の実行を可能にするその他のコントロールを悪用する。HTTP TRACE応答には、認証データとHTTP Cookieの内容を含むすべてのHTTPヘッダーが含まれ、これらはスクリプトで使用することができる。 このエクスプロイトは、Webブラウザのクロスドメインアクセスの欠陥と組み合わせて、SSLを利用しているWebサイトを含む任意のWebサイトのキャッシュされた資格情報を収集することができる。  